# گروه تایم اوت
گروه تایم اوت (انگلیسی: Time Out Group) شرکت رسانه‌ای بریتانیایی است، که در سال ۱۹۶۸ تأسیس شد.